# Bouzincourt Communal Cemetery
Bouzincourt Communal Cemetery is een begraafplaats gelegen in de Franse plaats Bouzincourt (Somme). De militaire graven worden onderhouden door de Commonwealth War Graves Commission.
De begraafplaats telt 33 geïdentificeerde Gemenebest graven uit de Eerste Wereldoorlog.